# Seoul Light Digital Media City Tower
Der Seoul Light Digital Media City Tower (auch DMC Tower) ist ein gestopptes Wolkenkratzerprojekt in der südkoreanischen Hauptstadt Seoul, das von Skidmore, Owings and Merrill geplant wurde. Der Wolkenkratzer sollte bei seiner Fertigstellung eine Höhe von 640 Metern erreichen. Das Gebäude sollte unter anderem ein Hotel, Wohn- und Büroräume beinhalten. Das Design war auf Nachhaltigkeit ausgelegt, ein begrüntes Atrium sollte die Luft reinigen und Licht in die mittleren Stockwerke lassen; dadurch wäre der Energieverbrauch gegenüber einer konventionellen Bauweise gesenkt worden. Für die Fassade war eine Photovoltaikanlage vorgesehen, am Dach waren Windturbinen geplant.
Am 16. Oktober 2009 fand der Spatenstich statt, die Fertigstellung war für April 2015 geplant. Das Projekt wurde allerdings vor der Fertigstellung gestoppt.